# بولية
بولية هي قرية في مقاطعة أشنوية، إيران. يقدر عدد سكانها بـ 131 نسمة بحسب إحصاء 2016.